# Styloniscus hottentoti
Styloniscus hottentoti är en kräftdjursart som först beskrevs av Barnard 1932.  Styloniscus hottentoti ingår i släktet Styloniscus och familjen Styloniscidae. Inga underarter finns listade i Catalogue of Life.